# Muriel Wheldale Onslow
Muriel Wheldale Onslow (Birmingham, Inglaterra, 31 de marzo de 1880 - 19 de mayo de 1932) fue una bioquímica británica. Estudió la herencia del color de la flor Antirrhinum común y contribuyó en el estudio de las moléculas de pigmento bioquímico en plantas como las antocianinas.

## Biografía
Hija única del abogado  John Wheldale. Asistió a la escuela secundaria King Edward VI en Birmingham y luego se matriculó en Newnham College, Cambridge, en 1900. En Cambridge se especializó en botánica. No recibió un título de Cambridge, a pesar de haber obtenido el honoris causa en ambas partes de las Natural Science Tripos, porque Cambridge no otorgó títulos a mujeres hasta 1948.
En 1903, se unió al grupo de genética de William Bateson en Cambridge, donde comenzó su estudio centrándose en la interacción de factores y de la herencia del color del pétalo en Antirrhinum (snapdragons). William Bateson, biólogo,  fue la primera persona en usar el término genética para describir el estudio de la herencia, y el principal impulsor de las ideas de Gregor Mendel luego de su redescubrimiento en 1900. Bateson y Onslow, junto con un grupo de investigación integrado principalmente de graduados de Newnham College, realizaron una serie de experimentos de reproducción en varias especies de plantas y animales entre 1903 y 1910.
En 1906, Wheldale tenía datos suficientes para formular un análisis factorial rudimentario sobre la herencia de Snapdragon. Se convirtió en profesora adjunta en su propia universidad desde 1906 hasta 1908. En 1907, Wheldale identificó y, con la ayuda de Bateson, denominó el fenómeno de la relación de tipo dominante entre diferentes pares de factores no paralelomorfos como epistasis. El estudio de Wheldale de la genética en la coloración de las flores finalmente le ganó más reconocimiento, con la publicación en 1907 de un análisis factorial completo de la herencia del color de las snapdragons y los cuatro artículos subsiguientes que publicó desde 1909 hasta 1910. Este trabajo culminó con la publicación en 1916 de su primer libro, Los pigmentos de antocianina de las plantas.
Wheldale obtuvo una beca en la Institución de Horticultura John Innes desde 1911 hasta 1914, donde, además de su trabajo de laboratorio, fue reconocida como la principal artista botánica de la Institución. Durante este tiempo, en 1913, se convirtió en una de las tres primeras mujeres elegidas para el Biochemical Club (más tarde conocida como Biochemical Society) después de la exclusión inicial de mujeres por parte del club en 1911.
Se unió al laboratorio de bioquímica de Frederick Gowland Hopkins en 1914, donde estudió los aspectos bioquímicos del color del pétalo, cuya genética había aclarado durante su trabajo con Bateson. Al combinar genética y bioquímica, se convirtió en una de las primeras genetistas bioquímicas y allanó el camino para los éxitos posteriores de investigadores como Edward Tatum y George Beadle.
En 1919 se casó con el bioquímico Víctor Alexander Herbert Huia Onslow, segundo hijo del IV conde de Onslow. Recientemente había ingresado en el campo de la genética química, y sus trabajos estaban estrechamente asociados. Victor Onslow era parapléjico y murió en 1922. En sus memorias, ella escribió que era un hombre de increíble coraje y vitalidad mental que le permitía trabajar para obtener una carrera en la bioquímica en tiempos difíciles.  
En 1926 fue una de las primeras mujeres nombradas como profesora en Cambridge, como profesora de bioquímica vegetal en el departamento de bioquímica. Entre sus seguidores estaba Rose Scott-Moncrieff, quien identificó la primera forma cristalina de Primulin en 1930. Este fue el primer pigmento de antocianina cristalina que se identificó. Onslow y Scott-Moncrieff han sido reconocidas como unas de las fundadoras de la bioquímica, aunque se reconoce más a Scott-Moncrieff.
Muriel Onslow murió el 19 de mayo de 1932. 
En 2010, la Royal Institution of Great Britain organizó una obra, titulada Blooming Snapdragons, sobre cuatro bioquímicas de principios del siglo XX, una de las cuales fue Muriel Onslow. 
Adicta a viajar, se interesó especialmente en los Balcanes y otras partes de Europa del Este.

## Obras
- The Anthocyanin Pigments of Plants, 1916, revisado en 1925
- Practical Plant Biochemistry, 1920
- Principles of Plant Biochemistry, Volumen 1, 1931